# Rym Amari
Pour les articles homonymes, voir Amari (homonymie).
Rym Amari (en arabe : ريم عماري), née le 19 mars 1994 à Alger, est une reine de beauté, journaliste et présentatrice télé algérienne. Elle est élue Miss Algérie 2013 et Best Model of Africa 2013.
En parallèle de ses études en géophysique, Rym entre dans le monde des médias et entame en 2015 une carrière de journaliste et de présentatrice du journal télévisé en français à Echorouk News. En 2019, elle rejoint Canal Algérie pour présenter le Journal télévisé de 19h.  
En janvier 2018, elle fait la une du magazine Paris Match Afrique.

## Biographie
Dix ans après la dernière Miss, Nesrine Melbani, elle est élue Miss Algérie 2013,,,,,,,.
Son élection a été critiquée sur les réseaux sociaux pour une beauté « trop européenne ». 
En juin 2016, elle devient présentatrice du journal télévisé de 19h à Echorouk News. En août 2019, elle rejoint Canal Algérie.
Elle se marie en 2022.